# Мачжан
Мачжа́н (кит. упр. 坡头, пиньинь Pōtóu) — район городского подчинения городского округа Чжаньцзян провинции Гуандун (КНР).

## История
Исторически это были земли уезда Суйси. В 1899 году они частично вошли в состав французского сеттльмента Гуанчжоувань. В конце 1945 года Гуанчжоувань вернулся под китайскую юрисдикцию и был переименован в город Чжаньцзян.
В 1953 году был создан уезд Лэйдун (雷东县), и эти земли вошли в его состав. В 1958 году уезд Лэйдун был расформирован, и был создан Пригородный район Чжаньцзяна.
В 1983 году город Чжаньцзян и округ Чжаньцзян были объединены в городской округ Чжаньцзян; при этом из Пригородного района был выделен район Потоу.
Постановлением Госсовета КНР от 10 октября 1994 года Пригородный район был переименован в район Мачжан.

## Административное деление
Район делится на 3 уличных комитета и 4 посёлка.